# Marcelle Corneille
Pour les articles homonymes, voir Corneille.
Marcelle Corneille, née à Montréal le 27 janvier 1923 et morte dans la même ville le 3 janvier 2019, est une religieuse, musicienne, professeure, pédagogue et administratrice canadienne.

## Biographie
Marcelle Corneille est née à Montréal en 1923 d'un père belge, (Armand Corneille) et d'une mère française (Rachel Maertens). Après des études à l'école Notre-Dame-de-Lourdes à Verdun, elle entre, à l'âge de quatorze ans, à l'École Normale Jacques-Cartier qui lui décerne en 1941 un brevet d'enseignement supérieur français et anglais. Elle enseigne ensuite durant deux ans.   
Son premier appel à la vie religieuse s'étant produit lors de sa première communion, et un second vers l'âge de douze ans, celui-ci se clarifie au cours d'une retraite à la fin de ses études à l'École normale Jacques-Cartier. Son premier choix est  de se consacrer la vie contemplative, mais à cette époque le Carmel n'accepte aucune candidature faute de place. Le 21 août 1943, âgée de vingt ans, elle fait son entrée au postulat de la Congrégation de Notre-Dame de Montréal. Elle entre au noviciat six mois plus tard et prend alors l'habit de la Congrégation et reçoit le nom de sœur Saint-Armand Marie. Le 24 août 1945, elle prononce ses vœux temporaires et, le 9 août 1951, ses vœux perpétuels. 
En août 1945, sœur Corneille commence à enseigner la musique et le chant au pensionnat Notre-Dame-du-Saint-Rosaire, un établissement d'enseignement de la Congrégation de Notre-Dame située à Côte-Saint-Paul. Elle met aussi sur pied une chorale pour promouvoir le chant d'Église. 
Ayant commencé l'étude du piano dès l'âge de cinq ans, elle a complété un baccalauréat en musique en 1952, puis, en 1960, une licence en musique à l'École normale de musique de l'Institut pédagogique de Montréal. Affiliée à l'université de Montréal de 1926 à 1967, l'École normale de musique était reconnue pour la qualité et le dynamisme de sa pédagogie musicale. Sœur Corneille  enseigne à l'École normale de musique de 1949 à 1976 et en devient la directrice en 1957. 
En 1954, la Congrégation de Notre-Dame lui demande de constituer un programme pour la formation des titulaires de classes maternelles et un autre pour l'éveil musical des petits de 4 et 5 ans. À cette époque au Québec, la pédagogie de l'éveil des facultés musicales des jeunes enfants n'existe pratiquement pas. Pour développer son programme pour les maternelles, elle se tournera d'abord vers la pédagogie de l'éveil musical, élaborée par Maurice Martenot à son école de Neuilly, en France ; une approche innovante pour présenter la théorie musicale, le solfège et de l'éducation de l'oreille. Puis, elle suit au Royal Conservatory de Toronto la première session dispensée en Amérique du Nord sur les idées pédagogiques de Carl Orff par Doreen Hall, violoniste. Il s'agit d'une approche holistique novatrice de l'éducation musicale, combinant parler rythmé, chant, mouvement, accompagnement et jeu instrumental, danse ou encore improvisation. De retour de Toronto, elle fait l'acquisition de plusieurs instruments et met en œuvre ces nouvelles pédagogiques auprès d'enfants de maternelle à l'Institut pédagogique de musique. Au cours des années qui suivent, elle suivra une formation en pédagogie Dalcroze à Genève, travaillera avec Maurice Martenot à Paris et étudiera en Hongrie le système de formation musicale conçu par Zoltan Kodaly. Par la suite, elle se rendra aux États-Unis pour acquérir une connaissance solide des pédagogies d'Edgar Willems et de Maria Montessori. 
Marcelle Corneille assume la direction de l'École normale de musique de 1957 à 1976. Désireuse de propager la richesse des nouvelles méthodes d'éducation musicale, Marcelle Corneille organise des sessions intensives de formation offertes à tous les enseignants des écoles primaires et secondaires publiques et privées et invite de grands pédagogues européens et américains à venir présenter le fruit de leurs recherches et de leurs expériences. Chaque année, elle invitera aussi de célèbres pédagogues européens pour former les étudiantes de l'École normale de musique : Maurice Martenot, Maurice Corneloup, Marguerite Croptier, Jacotte Rivière-Raverlat, Miklos Tacklas, Jos Wuytac, Jacques Chailley.
Elle participe à la rédaction du Rapport Rioux sur l'enseignement des arts au Québec.

## Distinctions
- 2006 : membre honoraire de la Fédération des associations de musiciens éducateurs du Québec[10]
- 1969 : professeure émérite à l'université du Québec, à Montréal[11]